# Фара Сан Мартино
Фа̀ра Сан Мартѝно (на италиански: Fara San Martino) е село и община в Южна Италия, провинция Киети, регион Абруцо. Разположено е на 440 m надморска височина. Населението на общината е 1477 души (към 2013 г.).